# Capanna Borgna
La capanna Borgna è un rifugio alpino situato nel comune di Verzasca, in val della Porta, laterale della valle Verzasca, nelle Alpi Lepontine, a 1.919 m s.l.m.

## Storia
Le baite che costituiscono il complesso sono state restaurate in due tempi, tra il 1993 e il 2003, dai volontari del gruppo Società escursionistica verzaschese. Da prima l'edificio principale che ospita la cucina, i servizi e alcuni posti letto su due piani, con l'inaugurazione avvenuta nel 1995, in seguito con la sistemazione di una baita adiacente, che funge da dormitorio.

## Caratteristiche e informazioni
L'edificio principale disposto su due piani è ricavato all'interno di un vecchio edificio in muratura completamente restaurato con tetto in lamiera, impianto elettrico solare e ampio piazzale esterno con tavoli e fontana. Esso consta di un piano di cottura a legna e a gass e di un refettorio con acqua corrente al pian terreno e di un dormitorio con coperte in lana al primo piano. Poco distante il secondo edificio restaurato con gli stessi criteri e inaugurato più tardi, che funge da dormitorio.

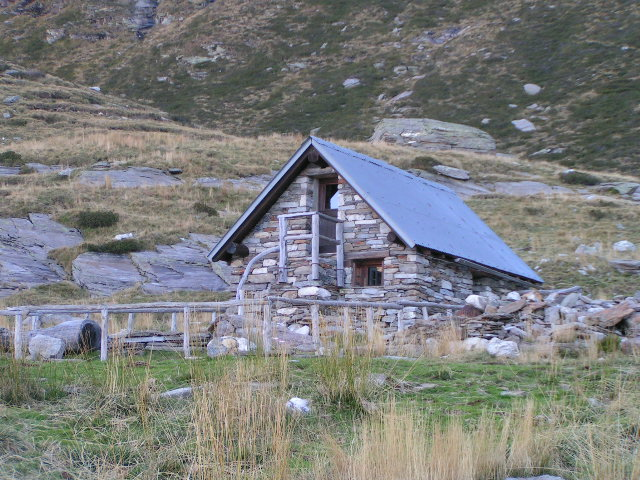
Dormitorio

## Accessi
- Monti della Gana 1.286 m s.l.m. - sono raggiungibili in auto da Cugnasco - Tempo di percorrenza: 2 ore e 30 minuti - Dislivello: 626 metri - Difficoltà: T2
- Vogorno 495 m s.l.m. - è raggiungibile sempre anche con l'autobus di linea (linea 321) - Tempo di percorrenza: 4 ore - Dislivello: 1.417 metri - Difficoltà: T2
- Mornera 1.347 m s.l.m. - è raggiungibile con la funivia da Monte Carasso - Tempo di percorrenza: 4 ore e 30 minuti - Dislivello: 565 metri - Difficoltà: T3

## Ascensioni
- Pizzo di Vogorno 2.442 m - Tempo di percorrenza: 2 ore - Dislivello: 530 metri - Difficoltà: T3
- Madone 2.395 m - Tempo di percorrenza: 1 ora e 30 minuti - Dislivello: 483 metri - Difficoltà: T3
- Cima dell'Uomo 2.390 m - Tempo di percorrenza: 1 ora e 20 minuti - Dislivello: 478 metri - Difficoltà: T3
- Madonetto 2.163 m - Tempo di percorrenza: 40 minuti - Dislivello: 251 metri - Difficoltà: T2
- Cima di Morisciolo 2.202 m - Tempo di percorrenza: ? - Dislivello: 290 metri - Difficoltà: T2

## Traversate
- Capanna Alpe di Lèis 1.15 h
- Capanna Gariss 3 h
- Capanna Orino 3 h
- Capanna Mognone 3.30 h
- Capanna Albagno 4 h
- Capanna Cornavòsa 8 h
- Capanna Fümegna 9 h